# Kaiparapelta askewi
Kaiparapelta askewi là một loài ốc biển trong họ Pseudococculinidae.